# M20 (Oekraïne)
De M20 is een autoweg in het noordoosten van Oekraïne. De weg is met een lengte van 29 kilometer een van de kortste M-wegen van het land, en verbindt Charkov met de Russische grens bij het grensplaatsje Kozatsja Lopan. De weg is onderdeel van de route tussen Moskou en de Krim. De weg is 29 km lang.
De M20 begint in het centrum van Charkov. Daarna passeert de weg de 81 kilometer lange ringweg van de stad. Na nog eens 23 kilometer wordt de Russische grens bereikt, waar de weg overgaat in de Russische M-2 naar Belgorod en Moskou.
De M20 is onderdeel van de E105.
M01 ·
M02 ·
M03 ·
M04 ·
M05 ·
M06 ·
M07 ·
M08 ·
M09 ·
M10 ·
M11 ·
M12 ·
M13 ·
M14 ·
M15 ·
M16 ·
M17 ·
M18 ·
M19 ·
M20 ·
M21 ·
M22 ·
M23 ·
M24 ·
M25 ·
M26 ·
M27 ·
M28 ·
M29 ·
M30
N01 ·
N02 ·
N03 ·
N04 ·
N05 ·
N06 ·
N07 ·
N08 ·
N09 ·
N10 ·
N11 ·
N12 ·
N13 ·
N14 ·
N15 ·
N16 ·
N17 ·
N18 ·
N19 ·
N20 ·
N21 ·
N22 ·
N23 ·
N24 ·
N25 ·
N26 ·
N27 ·
N28 ·
N30 ·
N31 ·
N32 ·
N33